# Tyler Smith (giocatore di football americano)
Tyler Smith (Fort Worth, 3 aprile 2001) è un giocatore di football americano statunitense che milita nel ruolo di offensive tackle per i Dallas Cowboys della National Football League (NFL).

## Carriera universitaria
Smith nella sua prima stagione disputò 4 partite, di cui 2 come titolare. Nel 2020 partì come titolare in tutte le 9 partite della stagione accorciata per la pandemia di COVID-19, venendo inserito nella formazione ideale della American Athletic Conference (AAC). Nel 2021 partì come titolare in tutte le 12 partite, venendo inserito nella seconda formazione ideale della AAC. A fine stagione annunciò l'intenzione di passare tra i professionisti.

## Carriera professionistica
Smith fu scelto come 24º assoluto nel Draft NFL 2022 dai Dallas Cowboys. Debuttò come professionista partendo come titolare nella gara del primo turno persa contro i Tampa Bay Buccaneers. La sua prima stagione si concluse disputando tutte le 17 partite come titolare, venendo inserito nella formazione ideale dei rookie dalla Pro Football Writers of America..
Nel 2023 Smith convocato per il suo primo Pro Bowl al posto del compagno infortunato Zack Martin e fu inserito nel Second-team All-Pro.

## Palmarès
- Convocazioni al Pro Bowl: 2

2023, 2024
- Second-team All-Pro: 1

2023
- PFWA All-Rookie Team - 2022